# 波特德博讷沃
波特德博讷沃（法語：Porte-des-Bonnevaux，法語發音：[pɔʁt de bɔnvo]）是法国伊泽尔省的一个市镇，属于维埃纳区。该市镇于2019年1月1日由原市镇瑟蒙、阿尔宰、科梅勒和楠图万合并而成，行政中心位于瑟蒙。

## 地名
“波特德博讷沃”（Porte-des-Bonnevaux）一名在法语中意为“博讷沃之门”，“博讷沃”（Bonnevaux）即博讷沃森林。
缩合冠词“des”发音为[de]，在《法汉译音表》中对应“代”字，但其仅在“圣莫代福塞”（Saint-Maur-des-Fossés）等少数地名中译作“代”，《世界地名翻译大辞典》、《世界地名译名词典》和《法国地图册》等主流地名译名类书籍资料中多译作“德”。

## 地理
波特德博讷沃（45°25'58"N, 5°11'44"E）面积43.88 平方千米，位于法国奥弗涅-罗讷-阿尔卑斯大区伊泽尔省，该省份为法国东南部内陆省份，北起顺时针与安省、萨瓦省、上阿尔卑斯省、德龙省、阿尔代什省、卢瓦尔省和罗讷省。
与波特德博讷沃接壤的市镇（或旧市镇、城区）包括：奥尔纳雪-巴尔班、拉科特圣安德烈、莫捷、尚皮耶、沙托奈、略迪约、博雪、马克新城。
波特德博讷沃的时区为UTC+01:00、UTC+02:00（夏令时）。

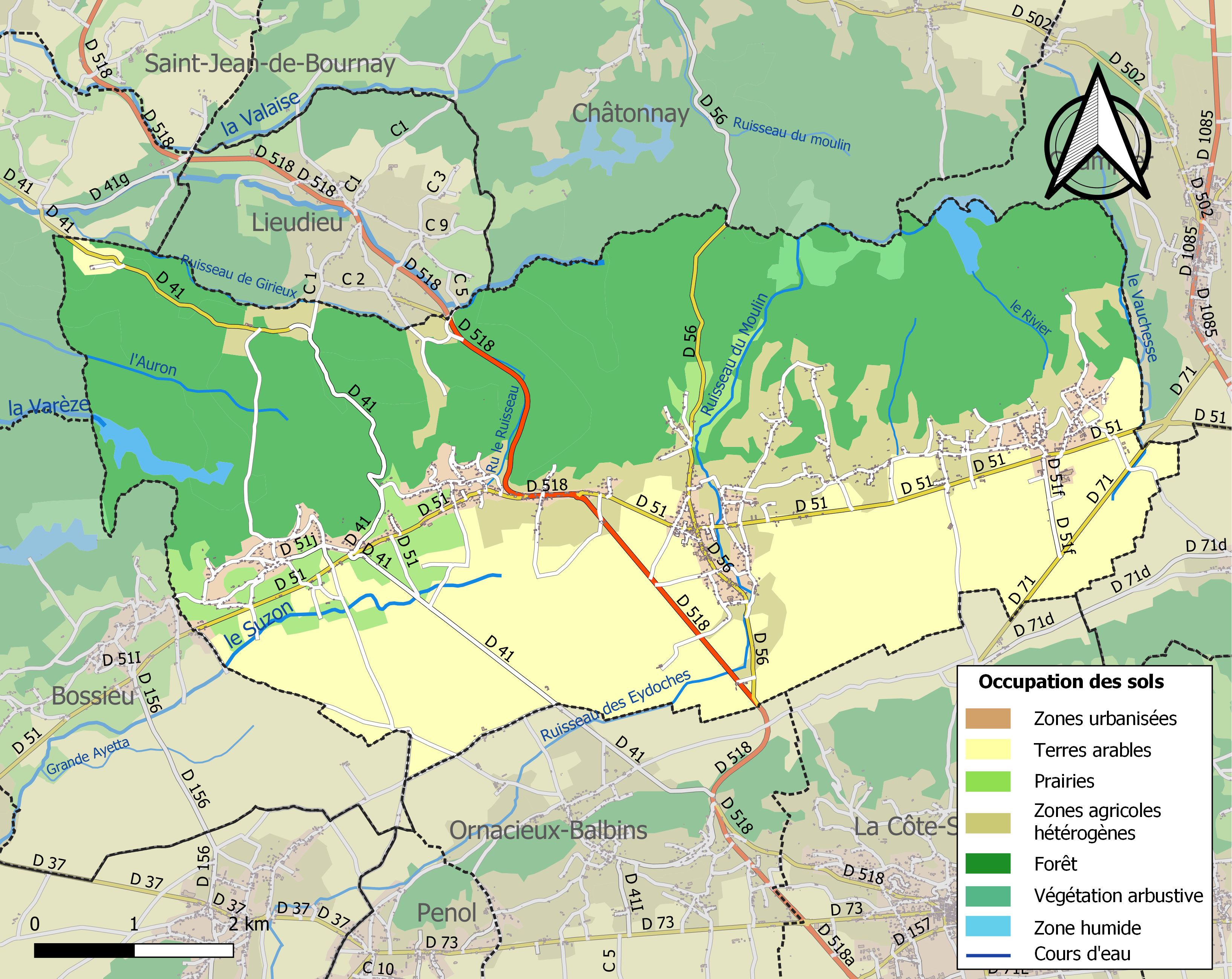
波特德博讷沃的OSM定位图

## 行政
波特德博讷沃的邮政编码为38260，INSEE市镇编码为38479。

## 政治
波特德博讷沃所属的省级选区为比耶夫尔县。

## 人口
波特德博讷沃于2022年1月1日时的人口数量为2085人。